# Mecistocephalus microporus
Mecistocephalus microporus är en mångfotingart som beskrevs av Haase 1887. Mecistocephalus microporus ingår i släktet Mecistocephalus och familjen storhuvudjordkrypare. Inga underarter finns listade i Catalogue of Life.